# کولبرف
کولبرف فیلمی به کارگردانی میلاد منصوری و محصول سال ۱۳۹۹ کشور ایران است
تهیه‌کنندگی این فیلم بر عهده سید روح‌الله حسینی لرگانی و فیلمبردار آن مهدی رضایی بوده است. سولماز اعتماد پخش فیلم و آوا فیاض مدیر تبلیغات و روابط عمومی این فیلم هستند.

## جوایز
کاندید در۶بخش اصلی در فستیوال v.i.zبلغارستان
کاندید در۱۱بخش اصلی در فستیوال آمریکای جنوبی 
برنده جایزه بهترین فیلمبرداری از فستیوال v.i.z
برنده جایزه بهترین بازیگر مرد از فستیوال v.i.z
برنده جایزه بهترین فیلم از فستیوال آمریکای جنوبی 
برنده جایزه بهترین کارگردانی از فستیوال آمریکای جنوبی 
برنده جایزه بهترین بازیگر مرد از فستیوال آمریکای جنوبی 
و….و اخیرا برندە جایزە بهترین بازیگر مرد در فستیواڵی تایتی دێ سائوپائولو برزیل توسط حسین سلیمانی که جایزه اش را به کولبران کُرد تقدیم کرد.